# L'Objet du couchant
L'Objet du couchant est une sculpture réalisée par Joan Miró en 1935-1936. Il s'agit d'une section du tronc d'un caroubier peinte et surmontée notamment d'un ressort de sommier. Elle est conservée au musée national d'Art moderne, à Paris.

## Expositions
- Miró : La couleur de mes rêves, Grand Palais, Paris, 2018-2019 — n°47.